# هوين (تشهاردانغة)
هوین (بالفارسية: هوین) هي منطقة سكنية تقع في إيران في قسم تشهاردانغة الریفي. يقدر عدد سكانها بـ 98 نسمة.